# 陳金鳳 (越南)
陳金鳳（1926年11月5日—2004年4月1日），有香港報章曾誤譯為「陳金方」，越南共和國外交官，為最後一任越南共和國駐美國及加拿大大使。

## 生平
陳金鳳1926年11月5日生於法屬印度支那河內市，早年在巴黎大學獲得農業科學學位，後來再於巴黎政治學院獲得國際關係學位，1955年加入南越外交部擔任經濟及財政事務室副主任，1957－1959年出任駐美國大使館一等秘書兼駐美國國際合作總署特別代表，1959－1960年任駐新加坡領事，1960年升任總領事後繼續擔任至1964年，同時兼任駐馬來亞（後馬來西亞）公使館及大使館代辦，1964－1967年任駐馬來西亞大使，1967－1970年任駐澳洲大使，同時兼任駐新西蘭大使，1970年回國後任外交部長助理至1971年，1971年任外交部副部長至1972年，1972－1975年任駐美國大使，1974年起兼任駐加拿大大使，也是最後一任。
1975年4月30日西貢淪陷後，南越駐美國大使館於同年5月21日關閉。其後陳金鳳留在美國定居，直到2004年4月1日在馬利蘭州波托馬克去世。

## 家庭
已婚，妻子爲原越南國內務部長武玉盞之女，育有兩名子女。

## 榮譽
- 馬來西亞護國領袖勳章[1][2][4]

## 相冊

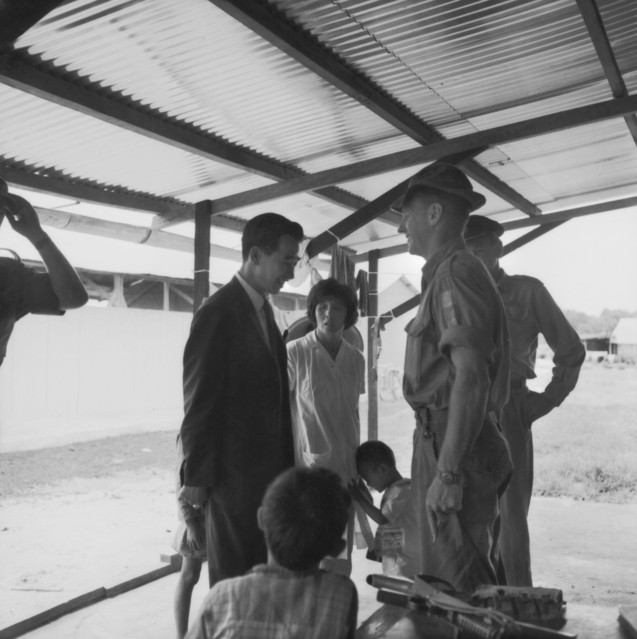
視察澳大利亞在南越的民事援助工程
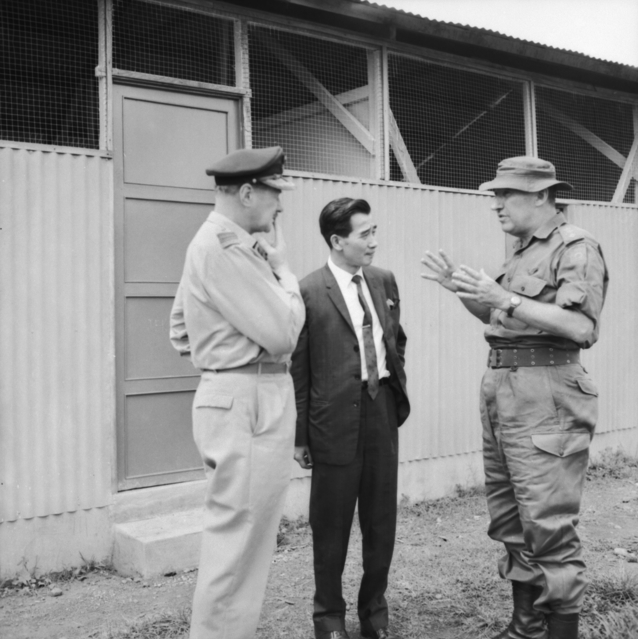
與澳軍交談中的陳金鳳大使
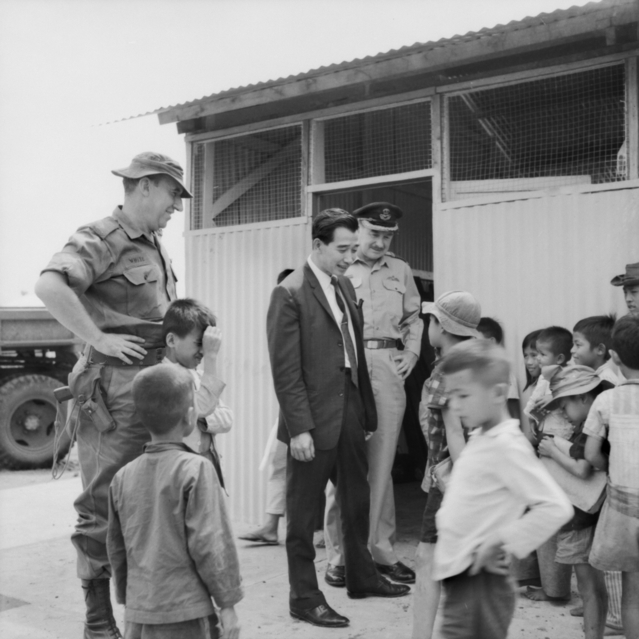
會見受到澳大利亞民事援助工程幫助的幼童